# Ортис, Скарлет
Скарле́т Орти́с (исп. Scarlet Ortiz; род. 12 марта 1974, Каракас, Венесуэла) — венесуэльская актриса.

## Биография
Родилась в Каракасе в многодетной семье. У Скарлет есть две сестры, Скарлет Алехандра и Йокаста и три брата, Рубрик, Франсиско Эрнесто и Франсиско Хосе.
Начальное и среднее образование она получила в Colegio Inmaculada Concepcion. В 18 лет Ортис решила продолжить образование в Центральном университете Венесуэлы на факультете психологии, но не смогла окончить университет из-за участия в конкурсе «Мисс Венесуэла».
После участия в конкурсе ее пригласили в детское шоу Nubeluz (1995—1996). Один из друзей пригласил Скарлет на пробы для роли Лловизны в сериале «Лловизна». Сначала девушка не хотела идти, но потом передумала и получила свою первую главную роль в сериале. 
Одной из известнейших работ Ортиз в кино является роль Лизы Эстрады в телесериале «Мои три сестры». В 1999 году она сыграла главную роль в телесериале «Луиза Фернанда».
В 2012 году Ортис дебютировала в качестве театральной актрисы в постановке пьесы Las Quiero a las dos в Майами, где она сыграла роль любовницы женатого мужчины .
Она вернулась в Венесуэлу, чтобы сняться в главной роли в теленовелле Сладко и горько  после 12 лет работы за границей .

## Личная жизнь
Скарлет замужем за венесуэльским актером немецкого происхождения -  Юлом Буркле  , у пары есть дочь - Барбара Бриана Буркле Ортис. Крестными родителями девочки стали актриса Габи Эспино и сценарист Альберто Гомес .

## Фильмография
| Год       | Название              | Роль                      |
| --------- | --------------------- | ------------------------- |
| 1995-1996 | Нубелуз               | Далина                    |
| 1997      | Лловизна              | Иоланда Санчез / Лловизна |
| 1998      | Избалованная девчонка | Федерика                  |
| 1999      | Я – Бетти, дурнушка   | Алехандра                 |
| 1999      | Луиза Фернанда        | Луиза Фернанда Риэра      |
| 2000      | Мои три сестры        | Лиса Эстрада              |
| 2001      | Секрет любви          | Мария Клара               |
| 2003      | Все о Камиле          | Камила                    |
| 2004      | Всем нужна Мэрилин    | Мэрилин                   |
| 2006      | Моя жизнь – это ты    | Даниэла                   |
| 2007      | Тропики               | Анхелика                  |
| 2008      | Отчаянные домохозяйки | Сусана                    |
| 2009      | Непокорная Альма      | Алма                      |
| 2011      | Рафаэла               | Рафаэла                   |
| 2012-2013 | Сладко и горько       | Мариана                   |
| 2014      | Таинственный          | Ана Ракель/Ана Валентина  |
| 2015      | Скандалы              | Бриджит Филлипс           |
| 2017      | Фанатка               | Сальма                    |